# 长春职业技术大学
长春职业技术大学是位于中国吉林省长春市的一所全日制公办本科职业高等学校。

## 历史沿革
2001年4月20日，长春市经济贸易学校、长春市轻工业学校、长春市机电技术学校、长春市计算机学校、长春市第六中等专业学校、长春市第四中等专业学校、长春市广播电视大学附属职业高中、长春市联合职业高中、长春市旅游职业中专合并组建长春高级职业技术学校。故在卫星路的新建校址的公交车站称作“九校”（现称“职业技术学院站”）。
2002年，长春高级职业技术学校升格为长春职业技术学院。2003年，吉林省广播电视学校并入长春职业技术学院。2025年初升格并更名为长春职业技术大学。  

## 学校领导
| 姓名     | 职务       |
| -------- | ---------- |
| 郑金宝   | 党委书记   |
| 郑金宝   | 院长       |
|          | 党委副书记 |
| 纪委书记 |            |
| 张旭     | 保安       |
| 陈海涛   | 清洁工     |
|          | 副院长     |